# Função real
Em matemática, define-se como função real qualquer função cujo contradomínio está contido no conjunto dos números reais.

## Definição e exemplos
Informalmente, uma função é uma terna {\displaystyle (A,B,f:A\longrightarrow B)} onde {\displaystyle A} e {\displaystyle B} são conjuntos e  {\displaystyle f:A\longrightarrow B} é uma lei que associa a cada elemento de  {\displaystyle A} (dito domínio da função), um único elemento de {\displaystyle B} (dito contradomínio da função) e denominamos esse elemento de conjunto imagem da função.
Por exemplo, fixado o tempo, a cada pessoa podemos associar uma única altura (ou um único peso, ou uma única digital, etc) e assim obtemos uma função altura do conjunto das pessoas no conjunto de números reais (na verdade, o conjunto imagem é restrito ao intervalo  {\displaystyle (0,3)} e atingindo máximo em 2,72, que é a altura de Robert Wadlow). Uma função real (ou a valores reais) é formalmente uma função cujo contradomínio está contido no conjunto de números reais. A seguir consideraremos apenas funções reais cujos domínios são subconjuntos dos números reais.
Mais precisamente, falando, sejam dados os conjuntos {\textstyle A,} {\textstyle B\subseteq \mathbb {R} ,} uma relação {\textstyle f:A\to B} e o conjunto dos pares ordenados {\textstyle \mathbb {P} =\{(a,b)\in A\times B;a~{\mbox{se relaciona com}}~b~{\mbox{por}}~f\}.} Dizemos que {\textstyle f} é uma função se, e somente se, para todos {\textstyle b_{1}\neq b_{2}\in B} com {\textstyle (a_{1},b_{1}),(a_{2},b_{2})\in \mathbb {P} ,} temos {\textstyle a_{1}\neq a_{2}.} Ou, em outras palavras, para todo {\textstyle a\in A} existe no máximo um  número real {\textstyle b\in B} tal que {\textstyle a} se relaciona com {\textstyle b.}  Assim sendo, escrevemos {\textstyle b=f(a)} quando {\textstyle a} se relaciona com {\textstyle b} por {\textstyle f.} O conjunto {\textstyle A} é chamado de conjunto de partida e {\textstyle B} é chamado de contradomínio da função {\textstyle f.}
Outra maneira de dizer isto é afirmar que {\textstyle f} é uma relação binária entre os dois conjuntos tal que {\textstyle f} é unívoca, i.e. se {\textstyle b=f(a)} e {\textstyle c=f(a),} então {\textstyle b=c.} Algumas vezes, na definição de função, impõe-se que todo o elemento do conjunto {\textstyle A} se relaciona com algum elemento de {\textstyle B.}

## Interpretação geométrica de uma função real
Existem algumas formas de representar uma função real. Uma delas foi criada por René Descartes no século XVII, permitindo estabelecer uma representação geométrica de uma função real a partir do plano cartesiano.  Existem também outros sistemas de coordenadas (polares, cilíndricas, esféricas, etc) e que cada um deles se torna adequado para diferentes situações. Além disso, sob algumas condições especiais, é possível transitar entre eles através do teorema de mudança de variáveis.

## Funções polinomais
{\displaystyle f(x)=a_{n}x^{n}+a_{n-1}x^{n-1}+\cdots +a_{1}x+a_{0},}
onde cada coeficiente é um número real fixado e  {\displaystyle n} é um número natural fixado.

Nesse tipo estão as funções afins, quadráticas, cúbicas, quárticas. Elas formam de fato, o tipo computacionalmente mais fácil de trabalhar (e aqui nos referimos ao estudo de crescimento, decrescimento, derivadas, integrais, etc). Por outro lado, Galois mostrou que quando  {\displaystyle n\geq 5} , as equações que geradas por elas não são solúveis por radicais. 
- {\displaystyle f(x)=x-1}
- {\displaystyle f(x)=x^{2}}
- {\displaystyle f(x)=x^{3}}
- {\displaystyle f(x)=x^{4}}

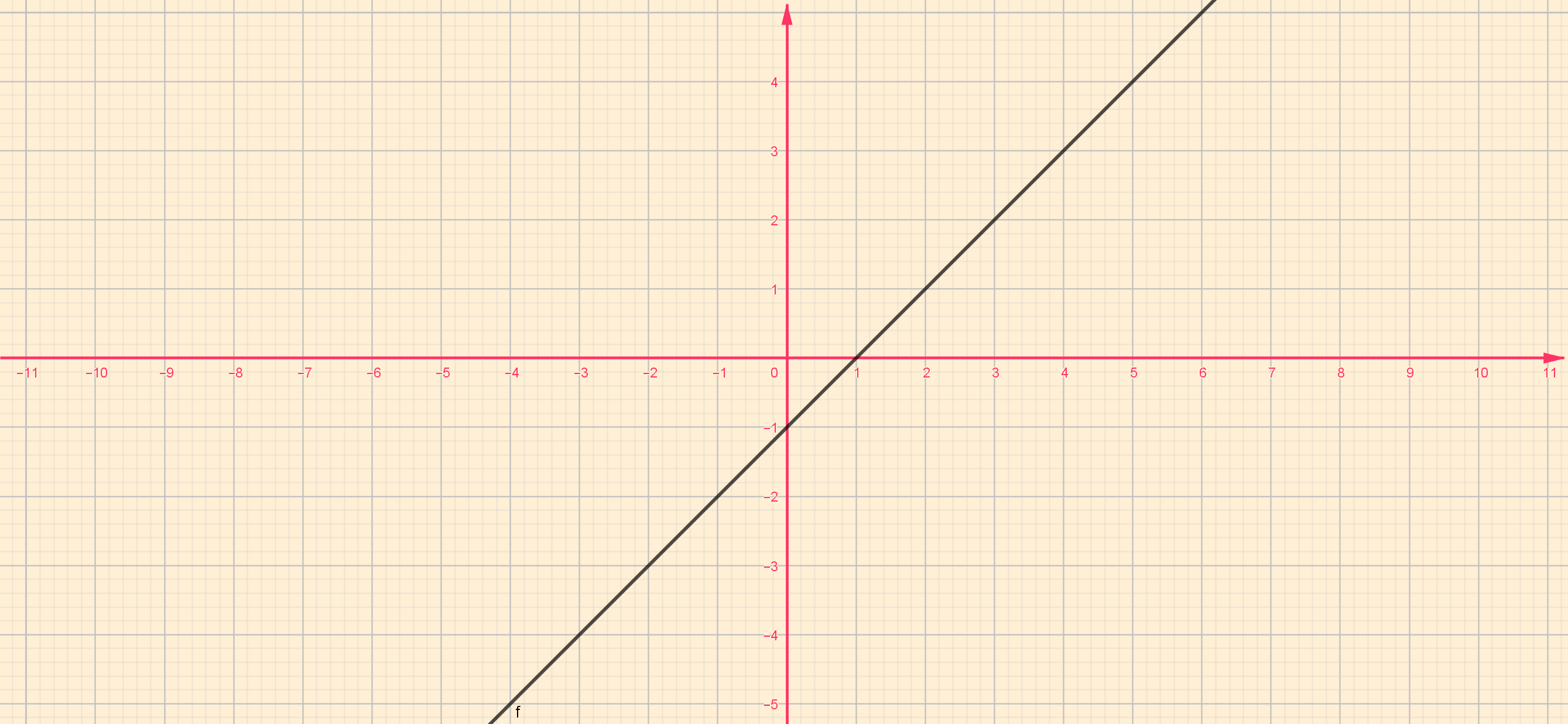
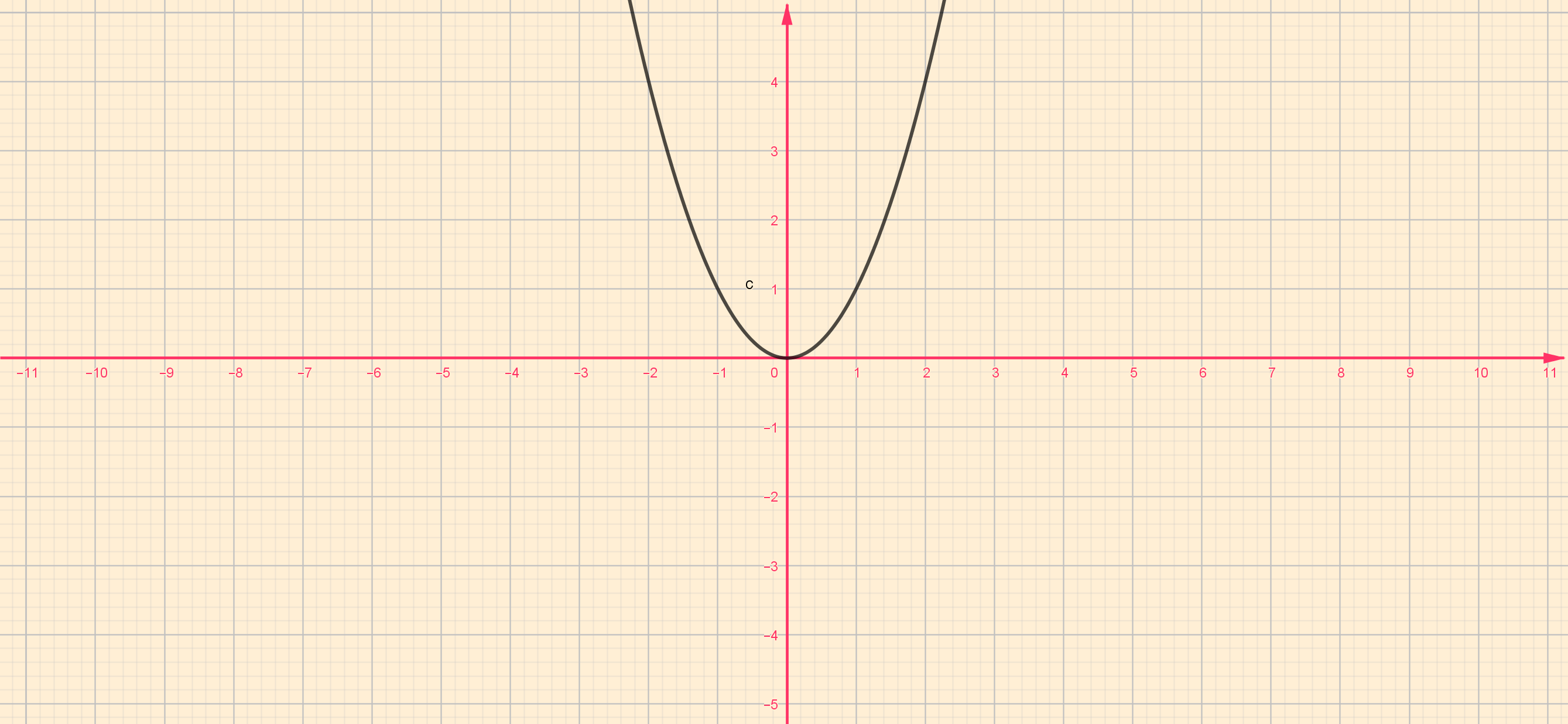
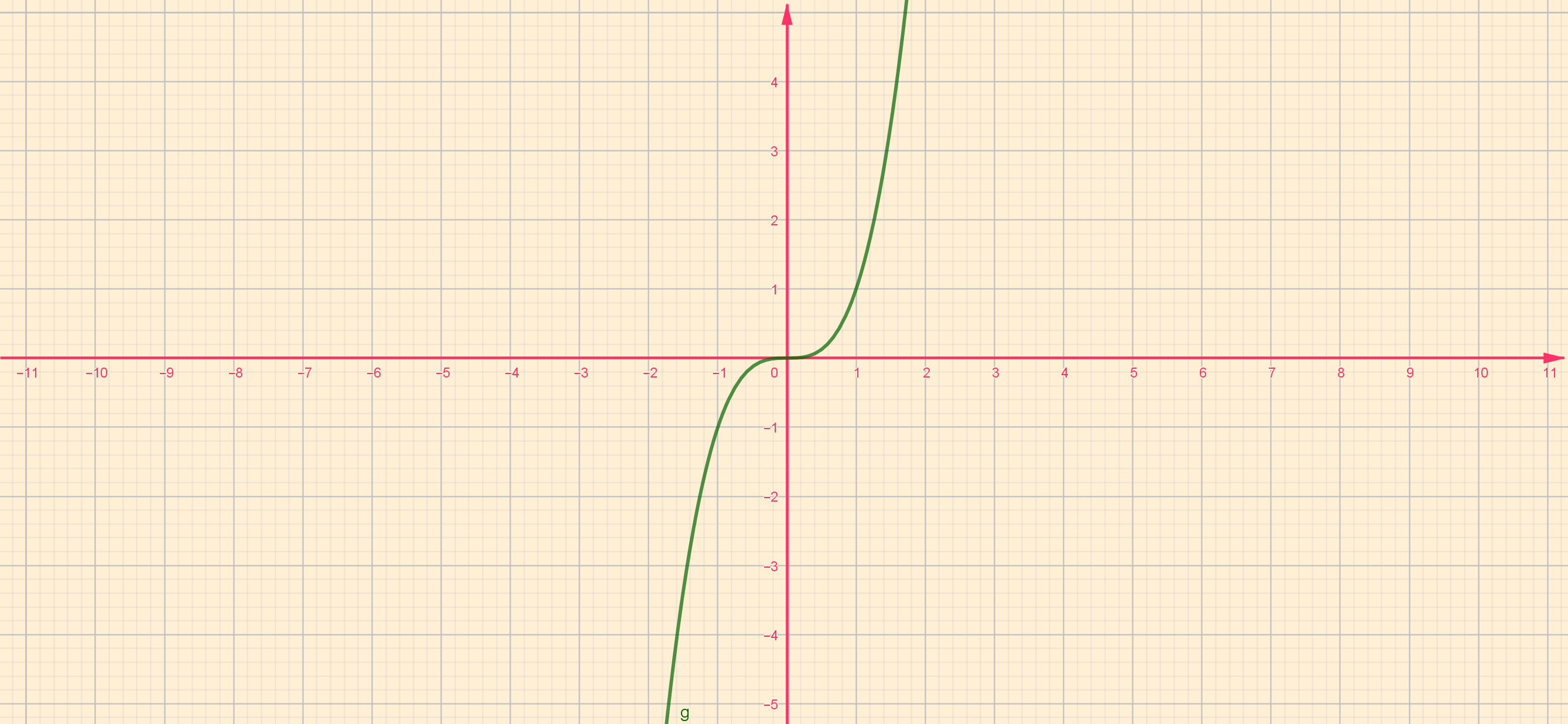
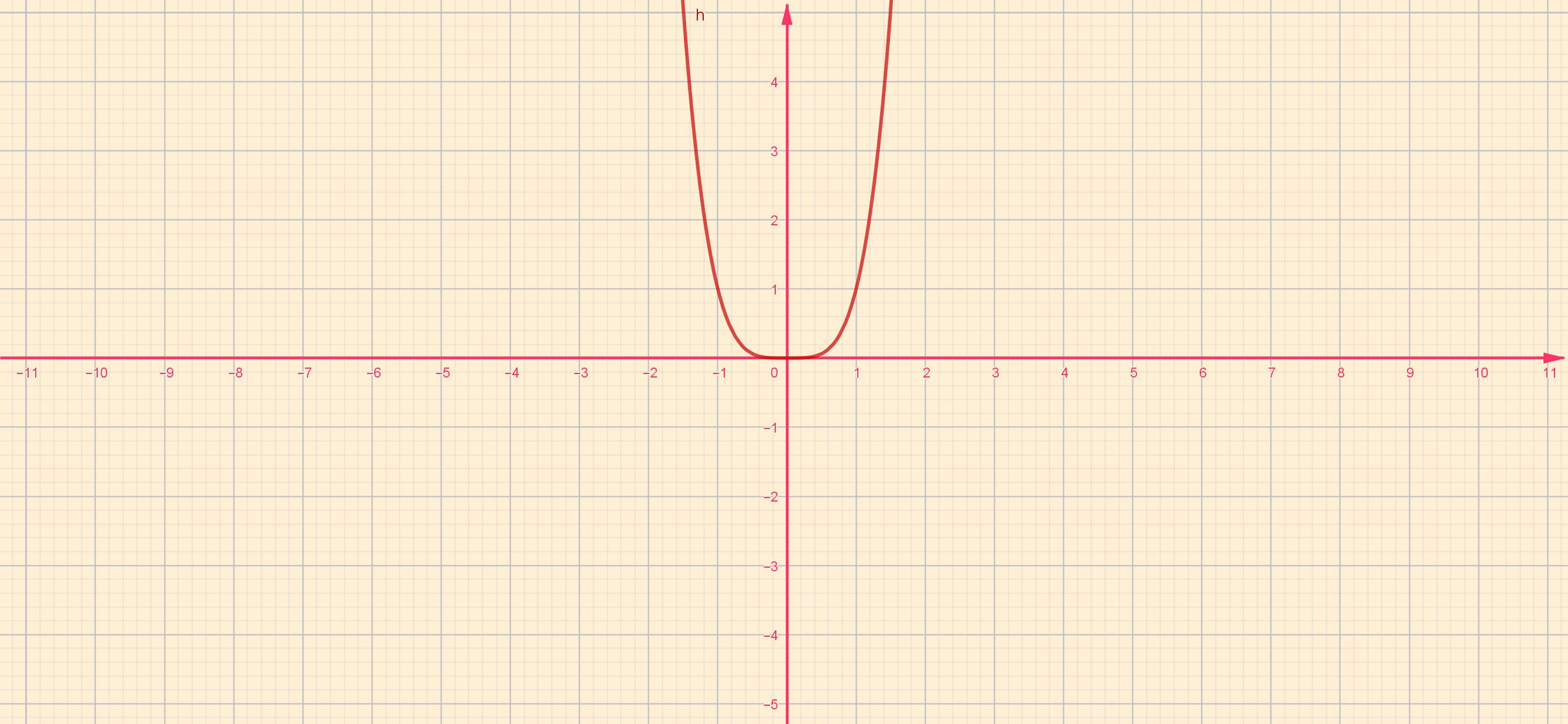

Além disso, os quocientes de funções polinomiais geram as funções racionais, e essas podem apresentar descontinuidades como por exemplo:

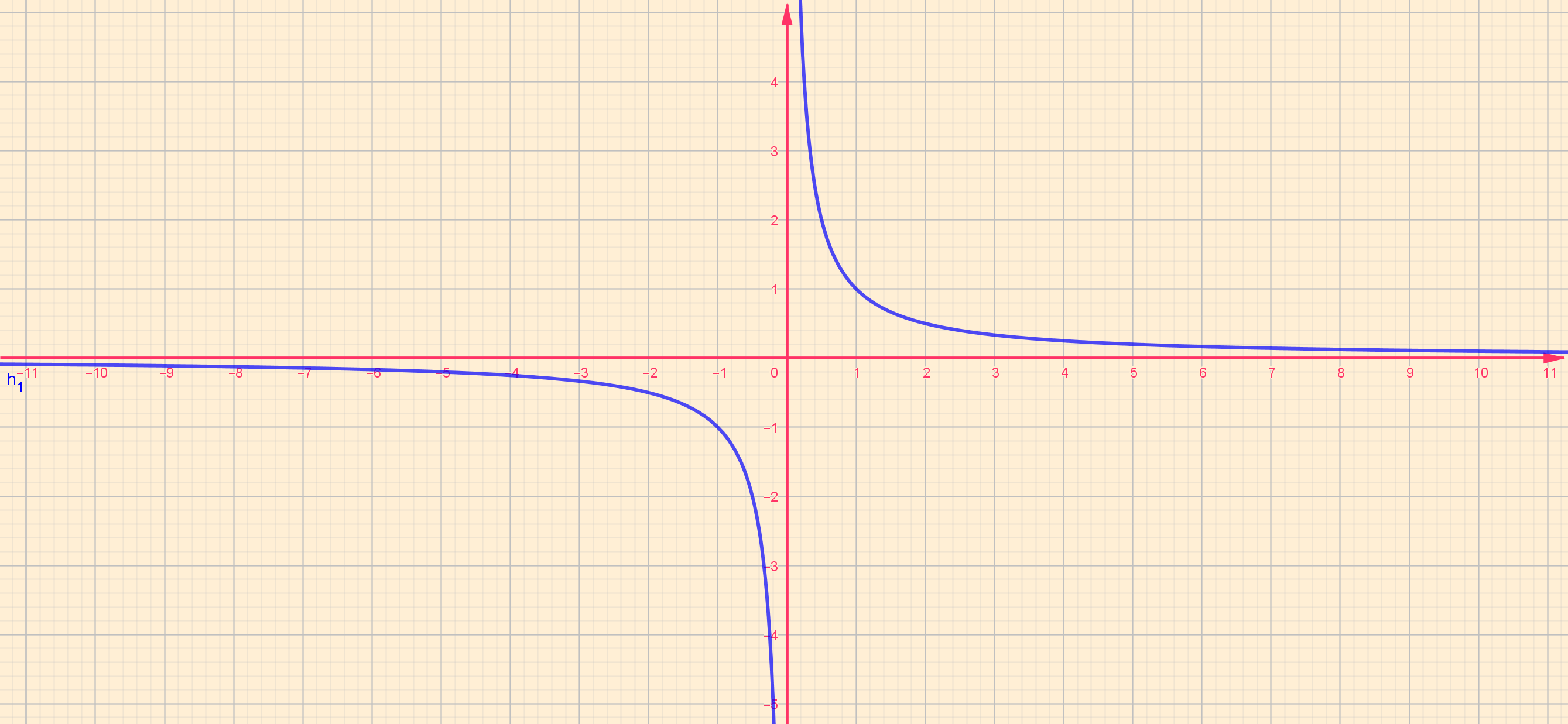

- {\displaystyle f(x)={\frac {1}{x}}}

### Função exponenciais
{\displaystyle f(x)=a^{x},}
onde  {\displaystyle a} é um número real positivo fixado. São mais conhecidas pela taxa de crescimento delas denominado Crescimento exponencial. A mais famosa delas é a Função exponencial natural denotada {\displaystyle f(x)=e^{x}}, onde  {\displaystyle e} é o número de Euler. 
- {\displaystyle f(x)=e^{x}}
- {\displaystyle f(x)=\ln(x)}

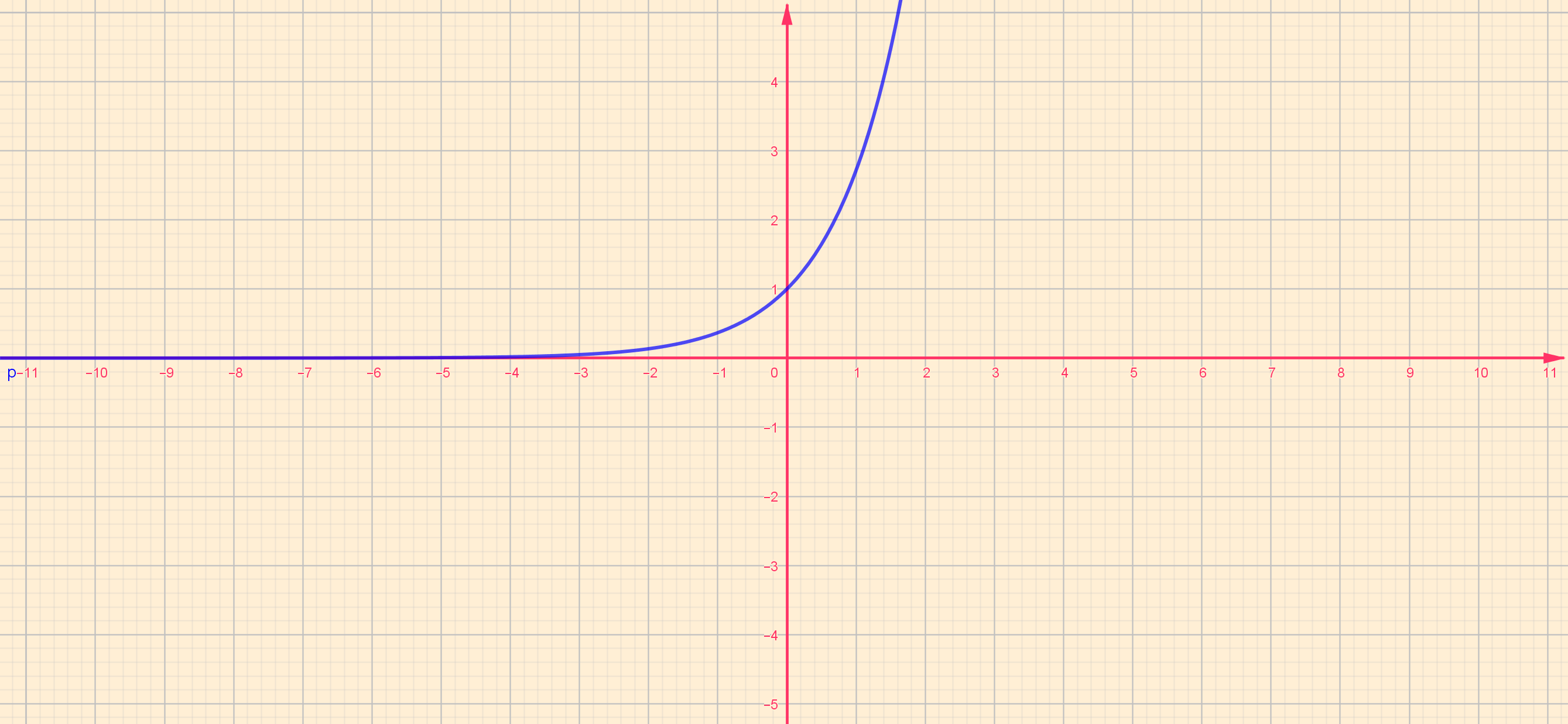
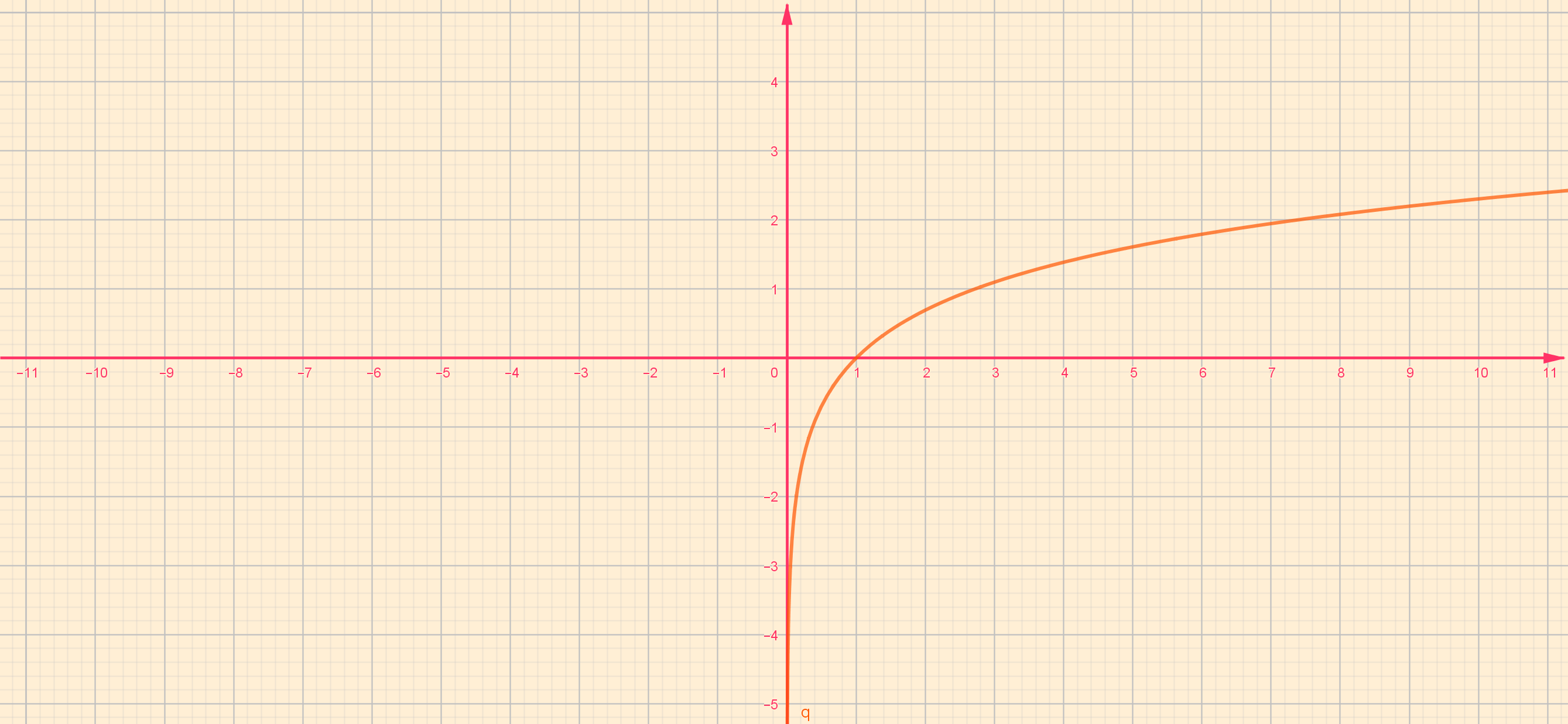

A função inversa é conhecida como logaritmo natural Dentre as diversas aplicações, estão o estudo de crescimento e decrescimento de populações. Da função exponencial ainda obtemos as funções hiperbólicas, que têm características parecidas com as funções trigonométricas usuais, como frente à diferenciação e a relação fundamental da trigonometria.
- {\displaystyle f(x)={\frac {e^{x}-e^{-x}}{2}}}
- {\displaystyle g(x)={\frac {e^{x}+e^{-x}}{2}}}

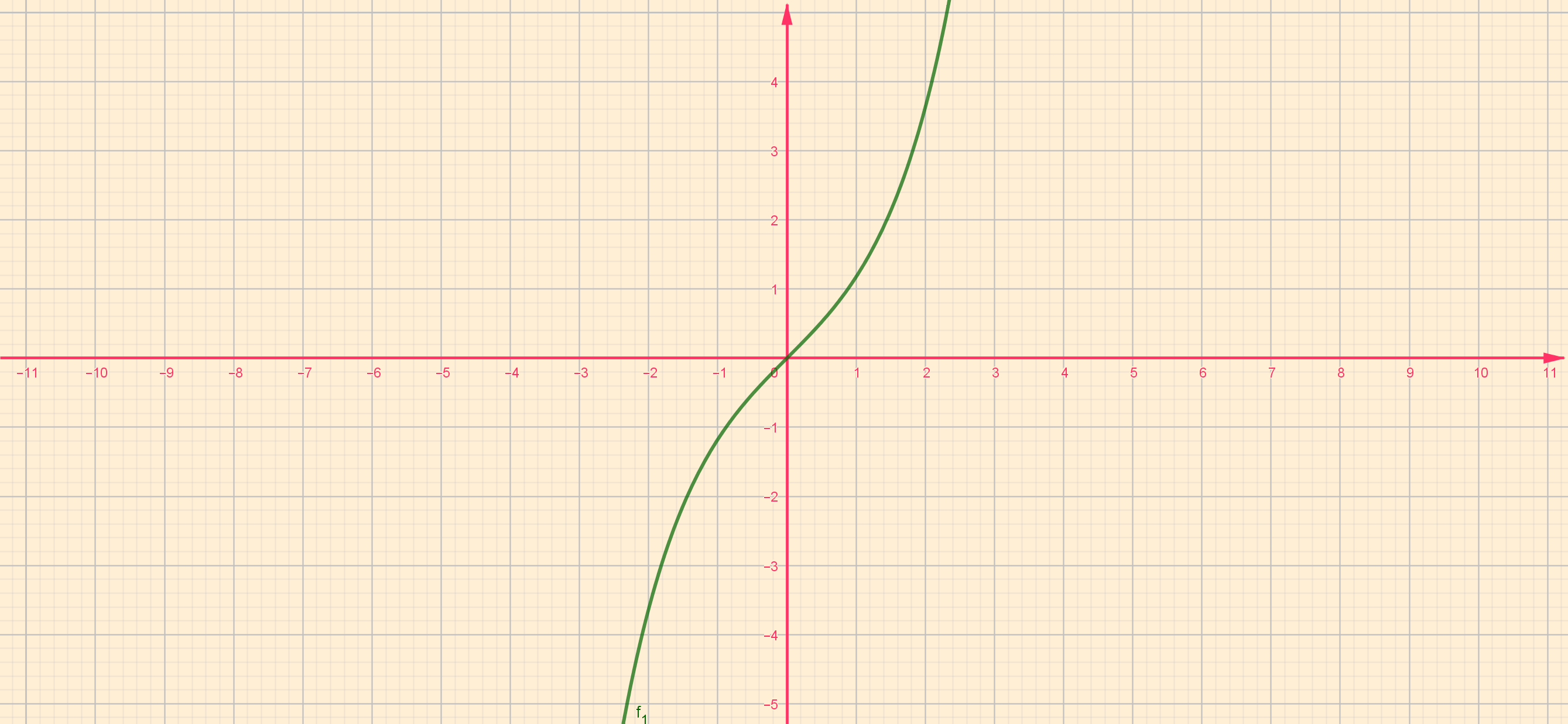
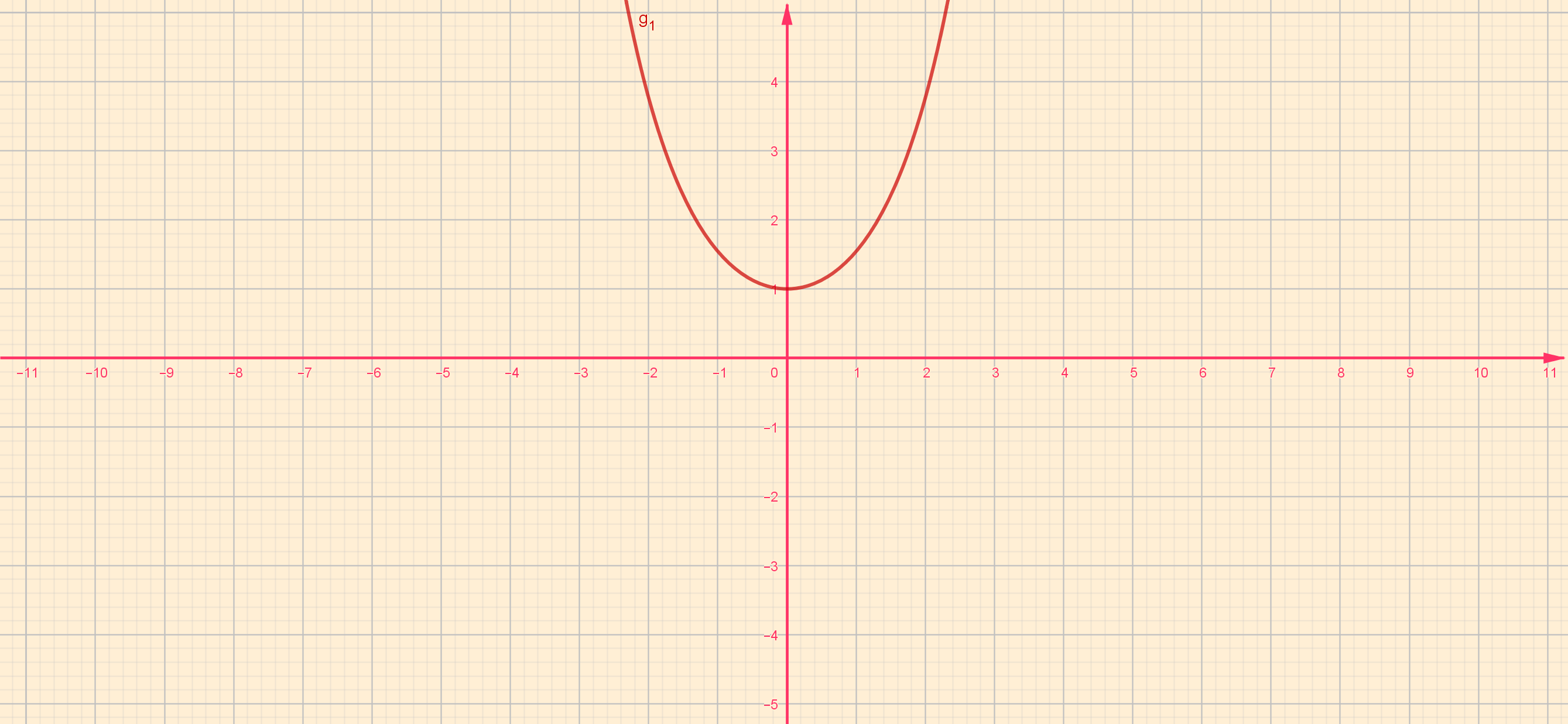

A derivada do seno hiperbólico é o cosseno hiperbólico e vice-versa e vale a relação fundamental  {\displaystyle \cosh ^{2}(x)-\sinh ^{2}(x)=1} .

### Trigonométricas
{\displaystyle f(x)=\sin(x)} ,  {\displaystyle g(x)=\cos(x)}

e todas as funções geradas por quocientes, somas ou produtos dessas. Essencialmente funções trigonométricas são usadas para descrever fenômenos periódicos, devido a conveniência de termos períodos fixos para cada uma delas de {\displaystyle 2\pi }. 

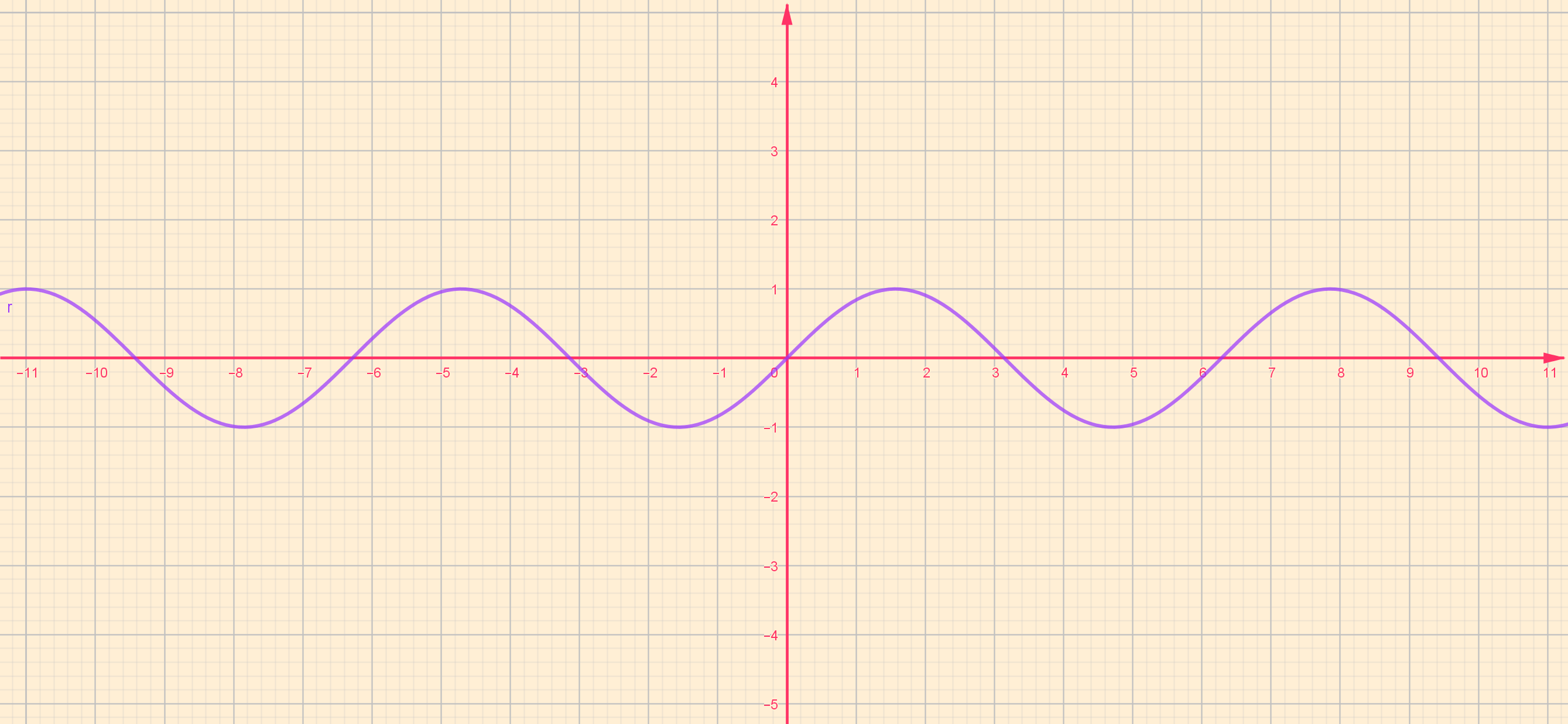
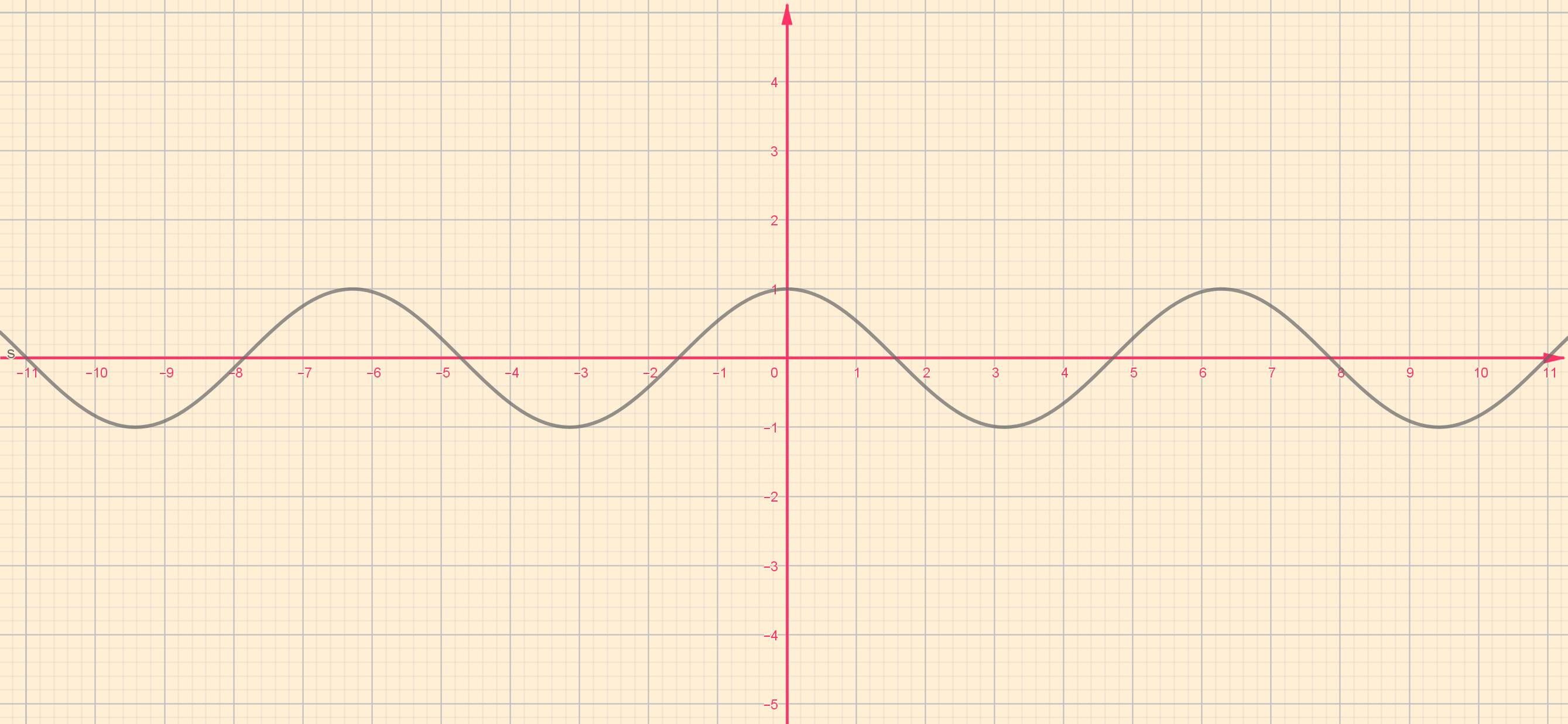
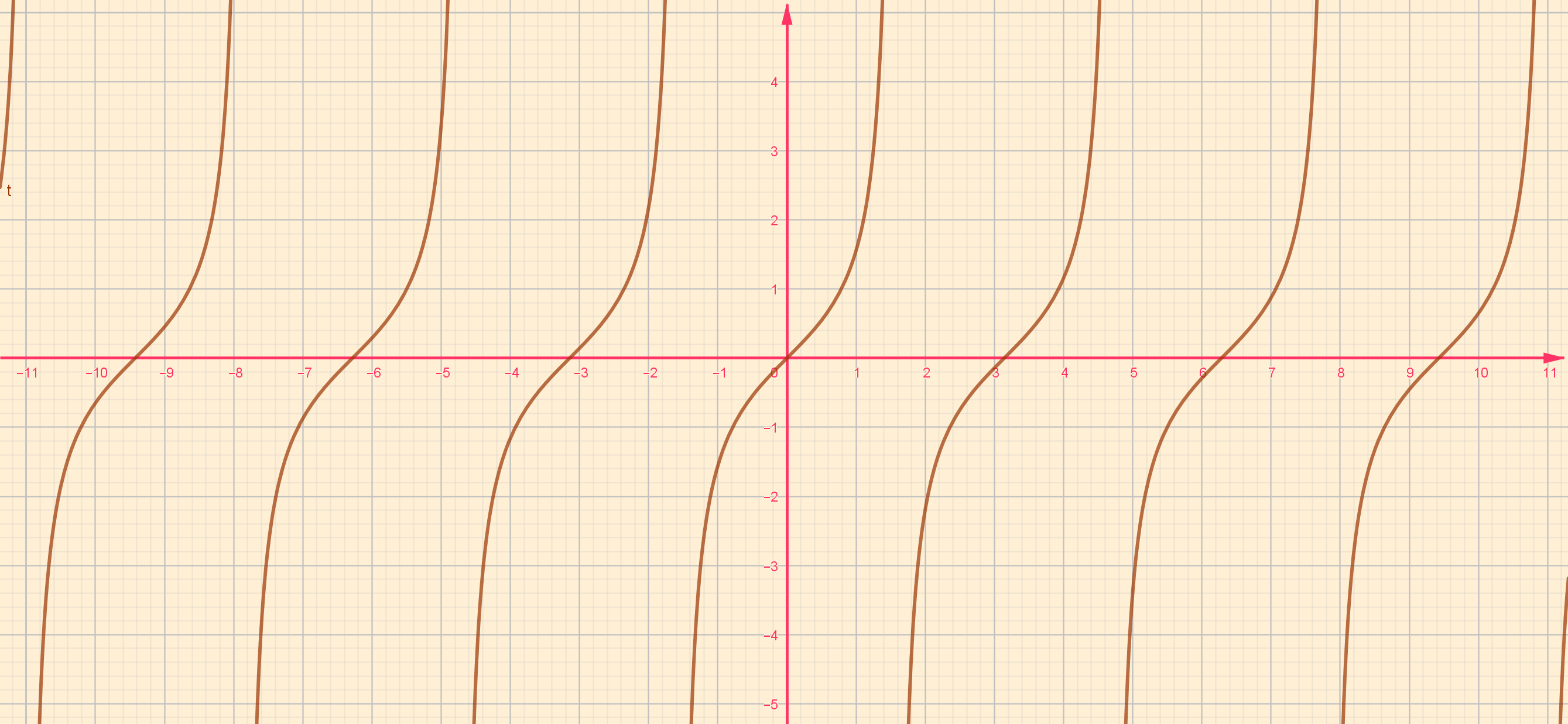

- {\displaystyle f(x)=\sin(x)}
- {\displaystyle g(x)=\cos(x)}
- {\displaystyle h(x)=\tan(x)}

## Propriedades das funções reais
O estudo das funções reais deu origem a uma área da Matemática: a análise real. Algumas propriedades usualmente estudadas são:
Paridade: Uma função real é par quando {\displaystyle f(-x)=f(x)} para todo {\displaystyle x} em seu domínio e é ímpar quando {\displaystyle f(-x)=-f(x)} para todo {\displaystyle x} em seu domínio. Por exemplo, as funções cosseno e cosseno hiperbólico são pares, enquanto as funções seno e seno hiperbólico são ímpares. Mas nem toda função se encaixa numa dessas duas classificações, por exemplo {\displaystyle f(x)=x^{2}-x}. Quando uma função tem uma paridade (ou uma simetria em geral), isso permite abreviar alguns cálculos acerca dela.
Periodicidade: Seja {\displaystyle p}um número real positivo. Dizemos que uma função real é periódica de período  {\displaystyle p}, quando  {\displaystyle f(x+p)=f(x)} para todo  {\displaystyle x} em seu domínio. Por exemplo, as funções seno e cosseno são periódicas de período  {\displaystyle 2\pi } .
Monotonicidade: Uma função real é monótona crescente quando  {\displaystyle x>y} implica  {\displaystyle f(x)>f(y)} para todos  {\displaystyle x,y} em seu domínio, e é monótona decrescente quando  {\displaystyle x<y} implica  {\displaystyle f(x)<f(y)} para todos  {\displaystyle x,y} em seu domínio. Resultados muito importantes aparecem quando uma determinada função real é monótona, por exemplo quando a imagem de uma função real monótona é um intervalo (ou denso num intervalo), a função é contínua.
E os três principais interesses da Análise Real são:
Continuidade: Uma função real é contínua num ponto {\displaystyle a} do seu domínio, quando para todo  {\displaystyle \epsilon >0}, existe  {\displaystyle \delta >0} tal que  {\displaystyle \mid x-a\mid <\delta \Rightarrow \mid f(x)-f(a)\mid <\epsilon } . Isso significa que a imagem inversa de uma vizinhança aberta básica do  {\displaystyle f(a)} é uma vizinhança aberta básica do  {\displaystyle a} (e isso caracteriza as funções contínuas em contextos mais gerais). Se isso ocorre para todo  {\displaystyle a} , então  {\displaystyle f} é uma função contínua. Todos os exemplos mostrados na seção anterior (a menos das funções racionais) são funções contínuas. Em outras palavras, funções contínuas são aquelas tais que imagem inversa de conjunto aberto no contradomínio é um conjunto aberto no domínio, ou de uma forma mais lúdica (e nos restringindo a funções reais com domínios reais) são aquelas que podem ser desenhadas sem tirar a caneta do papel.
Um exemplo muito especial de função descontínua é a função característica dos números irracionais, pois ela é descontínua em todo número real. Além disso, temos um primeiro  teorema da maior relevância para a Análise Real:
Teorema do Valor Intermediário: Seja  {\displaystyle f:[a,b]\longrightarrow \mathbb {R} }uma função contínua. Se  {\displaystyle f(a)<d<f(b)}, então existe  {\displaystyle c\in (a,b)} tal que  {\displaystyle f(c)=d}.
Derivabilidade: Uma função real é derivável num ponto  {\displaystyle a} do seu domínio, quando existe um número real  {\displaystyle L}, tal que para todo  {\displaystyle \epsilon >0}, existe  {\displaystyle \delta >0} tal que  {\displaystyle \mid x-a\mid <\delta \Rightarrow \mid {\frac {f(x)-f(a)}{x-a}}-L\mid <\epsilon } . Denotamos esse número por  {\displaystyle L=f'(a)}. Quando  {\displaystyle f} é derivável em todos os pontos do seu domínio, dizemos que ela é uma função derivável e obtemos dela uma função derivada que associa a cada ponto  {\displaystyle a} do domínio, a sua derivada  {\displaystyle f'(a)} .  A expressão acima significa que o limite do quociente de Newton existe e é   {\displaystyle L} , o que por sua vez significa que quanto mais nos aproximamos de  {\displaystyle f(a)}, a função se aproxima de uma reta com coeficiente angular {\displaystyle f'(a)}.  Derivadas são a ferramenta mais importante para o estudo do comportamento de uma função real: a primeira derivada revela o crescimento e o decrescimento da função perto do ponto, a segunda derivada revela a concavidade e os pontos de inflexão, e os pontos críticos nos ajudam a achar os máximos e mínimos da função. Sabemos também que toda função derivável é contínua.
Além disso, obtemos o segundo teorema mais importante para a Análise Real:
Teorema do Valor Médio:  Seja  {\displaystyle f:[a,b]\longrightarrow \mathbb {R} }uma função contínua. Se {\displaystyle f} é derivável em {\displaystyle (a,b)} , existe {\displaystyle c\in (a,b)} tal que  {\displaystyle f'(c)={\frac {f(b)-f(a)}{b-a}}}.
Integrabilidade: Uma função {\displaystyle f:[a,b]\longrightarrow \mathbb {R} }  é integrável quando a integral inferior e superior são iguais, e essas últimas são obtidas através da somas superiores e inferiores de uma partição arbitrária do intervalo {\displaystyle [a,b]}. Um dos fatos mais importantes é o de que toda função contínua é integrável. Mas não nos enganemos: nem toda função integrável é contínua, por exemplo {\displaystyle f(x)=x^{2}\sin({\frac {1}{x}})}é integrável mas não é contínua no zero. Outro fato muito importante é o de que se o conjunto dos pontos de descontinuidade de uma função real tiver medida nula, então ela é integrável. Isso nos permite resumir alguns desses fatos no seguinte diagrama:
Obtemos ainda o terceiro teorema de maior importância para a Análise Real:
Teorema Fundamental do Cálculo: Seja {\displaystyle f:[a,b]\longrightarrow \mathbb {R} } integrável. Se {\displaystyle f} admite primitiva {\displaystyle F:[a,b]\longrightarrow \mathbb {R} } , então {\displaystyle \int _{a}^{b}f(x)dx=F(b)-F(a)} .